# Ženska košarkaška reprezentacija SAD-a
Ženska košarkaška reprezentacija SAD-a predstavlja državu SAD u međunarodnoj ženskoj košarci. Uvjerljivo je najuspješnija ženska košarkaška reprezentacija ikada.

## Nastupi na velikim natjecanjima

### Olimpijske igre
- 1976.:  srebro
- 1984.:  zlato
- 1988.:  zlato
- 1992.:  bronca
- 1996.:  zlato
- 2000.:  zlato
- 2004.:  zlato
- 2008.:  zlato
- 2012.:  zlato
- 2016.:  zlato
- 2020.:  zlato

### Svjetska prvenstva
- 1953.:  zlato
- 1957.:  zlato
- 1959.: Održano u Moskvi, SAD nije sudjelovao
- 1964.: 4. mjesto
- 1967.: 11. mjesto
- 1971.: 8. mjesto
- 1975.: 8. mjesto
- 1979.:  zlato
- 1983.:  srebro
- 1986.:  zlato
- 1990.:  zlato
- 1994.:  bronca
- 1998.:  zlato
- 2002.:  zlato
- 2006.:  bronca
- 2010.:  zlato
- 2014.:  zlato
- 2018.:  zlato

## Sastav (OI 2016.)
| Ime i prezime     | Klub                      |
| ----------------- | ------------------------- |
| Seimone Augustus  | Minnesota Lynx            |
| Sue Bird          | Seattle Storm             |
| Tamika Catchings  | Indiana Fever             |
| Tina Charles      | New York Liberty          |
| Elena Delle Donne | Chicago Sky               |
| Sylvia Fowles     | Minnesota Lynx            |
| Brittney Griner   | Phoenix Mercury           |
| Angel McCoughtry  | Atlanta Dream             |
| Maya Moore        | Minnesota Lynx            |
| Breanna Stewart   | Seattle Storm             |
| Diana Taurasi     | Phoenix Mercury           |
| Lindsay Whalen    | Minnesota Lynx            |
| Geno Auriemma     | University of Connecticut |